# Tháng 2 năm 2007
Trang này liệt kê những sự kiện quan trọng vào tháng 2 năm 2007.

## Thứ sáu, ngày2 tháng 2
- Liên đoàn bóng đá Ý hoãn các trận đấu bóng đá trên toàn quốc sau khi những người hâm mộ nổi loạn ở thành phố Catania. 24h Lưu trữ ngày 4 tháng 4 năm 2007 tại Wayback Machine
- Ủy ban liên chính phủ về Thay đổi khí hậu của Liên Hợp Quốc kết luận rằng sự nóng lên của khí hậu toàn cầu hơn 90% nguyên nhân là do con người. BBC

## Thứ bảy, ngày3 tháng 2
- Chính phủ Nga bắt đầu điều tra về tuyết màu cam thối đã rơi xuống một vùng 1.500 km² tại Omsk. Tin Việt

## Chủ nhật, ngày4 tháng 2
- Singapore giành chức vô địch AFF Cup 2007

## Thứ ba, ngày6 tháng 2
- Tổng thống Hoa Kỳ George W. Bush yêu cầu Quốc hội duyệt ngân sách hơn 2.900 tỉ đôla trong đó gần 700 tỉ được dùng cho các chi tiêu mới về quân sự trong Chiến tranh Iraq.

## Chủ nhật, ngày11 tháng 2
- Đại học Harvard bổ nhiệm Drew Gilpin Faust làm nữ hiệu trưởng đầu tiên. BBC
- Người Thụy Điển Anja Pärson đoạt huy chương vàng trong cả năm bộ môn trượt tuyết Alpine, lần đầu tiên tại Giải vô địch thế giới.

## Thứ hai, ngày12 tháng 2
- Theo Bộ Quốc phòng, Israel đã thử thành công tên lửa Arrow.
- Tòa án tại Stuttgart quyết định rằng cựu thành viên Phái Hồng quân Brigitte Mohnhaupt sẽ được tha tù gần 30 năm sau vụ Mùa Thu Đức.

## Thứ ba, ngày13 tháng 2
- Mã Anh Cửu (Ma Ying-jeou), chủ tịch Quốc Dân Đảng, từ chức sau khi bị Văn phòng Công tố Tối cao Đài Loan buộc tội biển thủ trong nhiệm kỳ Thị trưởng Đài Bắc. BBC
- Trong cuộc đàm phán sáu bên, Triều Tiên đồng ý đóng cửa lò phản ứng hạt nhân tại Yongbyon để được viện trợ nhiên liệu và được bắt đầu bình thường hóa quan hệ với Hoa Kỳ và Nhật Bản. BBC VNN

## Thứ tư, ngày14 tháng 2
- Các nhà lãnh đạo Anh giáo hội họp tại Tanzania và có thể ly giáo do vấn đề linh mục đồng tính.
- Nghị viện Serbia bác bỏ kế hoạch của Liên Hợp Quốc về Kosovo. VNN VOA
- Gurbanguly Berdimuhammedow được công bố là người thắng cử Tổng thống Turkmenistan. BBC VOA

## Thứ năm, ngày15 tháng 2
- Tổng Thư ký Liên Hợp Quốc Ban Ki-moon cho rằng chính phủ Sudan đã bội ước cho phép phái đoàn nhân quyền vào Darfur.

## Thứ sáu, ngày16 tháng 2
- Thẩm phán Ý ra lệnh bắt 26 người Mỹ phải ra tòa sau khi Nghị viện châu Âu chỉ trích chương trình dẫn độ đặc biệt (extraordinary rendition) của CIA.
- Các nước G8, cũng như Brasil, Trung Quốc, Ấn Độ, México, và CH Nam Phi, chấp thuận Tuyên ngôn Washington để thay cho Nghị định thư Kyoto vào năm 2009.

## Thứ bảy, ngày17 tháng 2
- Tòa án Thổ Nhĩ Kỳ kết án tù chung thân đối với bảy thành viên al-Qaeda về vai trò trong vụ nổ bom tại Istanbul năm 2003.
- Hạ viện Hoa Kỳ thông qua nghị quyết không bắt buộc chống kế hoạch của Tổng thống George W. Bush tăng lên quân số trong Chiến tranh Iraq.
- Tổng bãi công ở Guinée tiếp tục trong khi Tổng thống Lansana Conté áp dụng thiết quân luật.

## Chủ nhật, ngày18 tháng 2
- Người Á Đông trên thế giới đón Tết Đinh Hợi.

## Thứ năm, ngày22 tháng 2
- Hoa Kỳ đồng ý ngừng chỉ huy Quân đội Hàn Quốc vào năm 2012.
- Thủ tướng Anh Tony Blair tuyên bố sẽ rút 1.600 quân Anh khỏi Chiến tranh Iraq.

## Thứ bảy, ngày24 tháng 2
- Tổng thống Ý Giorgio Napolitano không chấp nhận đơn từ chức của Thủ tướng Romano Prodi.

## Chủ nhật, ngày25 tháng 2
- Phim The Departed giành 4 giải Oscar, trong đó có giải Phim hay nhất và Đạo diễn xuất sắc nhất, đem lại cho đạo diễn Martin Scorsese giải Oscar đầu tiên trong sự nghiệp.

## Thứ hai, ngày26 tháng 2
- Tòa án Quốc tế vì Công lý nói Serbia không phạm tội diệt chủng trong chiến tranh tại Bosna nhưng đã không chặn vụ thảm sát Srebrenica.

## Thứ ba, ngày27 tháng 2
- Chỉ số Sàn giao dịch chứng khoán Thượng Hải rơi 9%, lần sụt giá lớn nhất trong vòng 10 năm, làm các thị trường chứng khoán trên thế giới cũng rơi. BBC

## Thứ tư, ngày28 tháng 2
- Hai bức tranh của Pablo Picasso có giá trị khoảng 66 triệu USD bị ăn cắp tại Paris. BBC VOA